# Campeonato de Tercera División 1938 (Argentina)
El Campeonato de Tercera División de 1938 fue el torneo que constituyó la cuarta temporada de la tercera división de argentina en la era profesional de la rama de los clubes directamente afiliados a la AFA y la cuarta edición de la Tercera División bajo esa denominación. Fue disputado por 16 equipos.
Los nuevos participantes fueron General Mitre, que fue afiliado por la AFA, y Nueva Chicago y Sportivo Alsina, descendidos de la Segunda División.
Se consagró campeón Los Andes y obtuvo el único ascenso. No hubo descendidos ya que no existía categoría inmediatamente inferior.

## Ascensos y descensos
| Desafiliados      |
| ----------------- |
| Sportivo Barracas |

| Posición | Ascendidos a la Segunda División |
| -------- | -------------------------------- |
| Campeón  | Sportivo Acassuso                |

| Nuevos afiliados |
| ---------------- |
| General Mitre    |

| Posición | Descendidos de la Segunda División |
| -------- | ---------------------------------- |
| 15.º     | Nueva Chicago                      |
| 16.º     | Sportivo Alsina                    |
| 17.º     | Sportivo Barracas                  |

- De esta manera, el número de participantes aumentó a 16.

## Equipos
| Equipo            | Ciudad          |
| ----------------- | --------------- |
| Bella Vista       | Bella Vista     |
| Boulogne          | Boulogne        |
| Central Argentino | Villa Maipú     |
| Deportivo Huracán | San Justo       |
| El Progreso       | Lanús           |
| Estrella Blanca   | Lanús           |
| General Mitre     | Buenos Aires    |
| J. J. de Urquiza  | Caseros         |
| Los Andes         | Lomas de Zamora |
| Marplatense       | Lanús           |
| Nueva Chicago     | Buenos Aires    |
| Progresista       | Gerli           |
| Ramsar            | Ramos Mejía     |
| Sportivo Alsina   | Valentín Alsina |
| Sportivo Florida  | Florida         |
| Sportivo Palermo  | Villa Lynch     |

|  |

### Distribución geográfica de los equipos
| Región                        | Cant. | Equipos                                                     |
| ----------------------------- | ----- | ----------------------------------------------------------- |
| Partido de Lanús              | 4     | El Progreso, Estrella Blanca, Marplatense y Sportivo Alsina |
| Ciudad de Buenos Aires        | 3     | General Mitre, Nueva Chicago y Sportivo Palermo             |
| Partido de La Matanza         | 2     | Deportivo Huracán y Ramsar                                  |
| Partido de Avellaneda         | 1     | Progresista                                                 |
| Partido de General San Martín | 1     | Central Argentino                                           |
| Partido de Lomas de Zamora    | 1     | Los Andes                                                   |
| Partido de San Isidro         | 1     | Boulogne                                                    |
| Partido de San Miguel         | 1     | Bella Vista                                                 |
| Partido de Tres de Febrero    | 1     | J. J. de Urquiza                                            |
| Partido de Vicente López      | 1     | Florida                                                     |

## Formato
Los 16 clubes se enfrentaron entre sí a una rueda por el sistema de todos contra todos. Al finalizar el torneo, el ganador se consagró campeón y obtuvo el único ascenso en disputa a la Segunda División. No hubo descensos ya que no había categoría inmediatamente inferior.

## Tabla de posiciones
| Pos. | Equipo            | Pts. | PJ | PG | PE | PP | GF | GC | Dif. |
| ---- | ----------------- | ---- | -- | -- | -- | -- | -- | -- | ---- |
| 1.º  | Los Andes         | 28   | 15 | 14 | 0  | 1  | 65 | 17 | 48   |
| 2.º  | Sportivo Palermo  | 25   | 15 | 12 | 1  | 2  | 53 | 24 | 29   |
| 3.º  | Sportivo Alsina   | 22   | 15 | 9  | 4  | 2  | 45 | 18 | 27   |
| 4.º  | Central Argentino | 19   | 15 | 9  | 1  | 5  | 34 | 33 | 1    |
| 5.º  | J. J. de Urquiza  | 18   | 15 | 7  | 4  | 4  | 30 | 19 | 11   |
| 6.º  | Boulogne          | 15   | 15 | 7  | 1  | 7  | 22 | 33 | −11  |
| 7.º  | Marplatense       | 14   | 15 | 6  | 2  | 7  | 26 | 32 | −6   |
| 8.º  | General Mitre     | 13   | 15 | 6  | 1  | 8  | 23 | 23 | 0    |
| 9.º  | Nueva Chicago     | 13   | 15 | 5  | 3  | 7  | 23 | 28 | −5   |
| 10.º | Bella Vista       | 12   | 15 | 4  | 4  | 7  | 35 | 43 | −8   |
| 11.º | Sportivo Florida  | 12   | 15 | 4  | 4  | 7  | 28 | 38 | −10  |
| 12.º | Ramsar            | 12   | 15 | 5  | 2  | 8  | 26 | 51 | −25  |
| 13.º | El Progreso       | 10   | 15 | 4  | 2  | 9  | 31 | 36 | −5   |
| 14.º | Progresista       | 10   | 15 | 6  | 2  | 7  | 29 | 35 | −6   |
| 15.º | Estrella Blanca   | 7    | 15 | 2  | 3  | 10 | 20 | 44 | −24  |
| 16.º | Deportivo Huracán | 2    | 15 | 3  | 0  | 12 | 16 | 32 | −16  |

|  | Se consagró campeón y ascendió a la Segunda División. |

| 1. |